# Rade Krunić
Rade Krunić (bs[râːde krǔːnitɕ]; n. 7 octombrie 1993) este un fotbalist bosniac, care joacă pe post de mijlocaș la Steaua Roșie în Superliga Sârbă. Pe plan internațional, are prezențe la națională pentru Bosnia și Herțegovina U21⁠(d) și Bosnia și Herțegovina.
Krunić și-a început cariera de fotbalist profesionist la Sutjeska Foča, după care a jucat pentru Donji Srem în 2013. În 2015 s-a mutat la Borac Čačak, iar mai târziu în acel an a semnat cu Empoli.
Fostul internațional de tineret pentru Bosnia și Herțegovina, Krunić și-a făcut debutul la naționala mare în 2016, strângând zece selecții.

## Cariera pe echipe

### Cariera timpurie
Născut în Foča, Krunić și-a început cariera la echipa locală Sutjeska Foča, pentru care și-a făcut debutul în fotbalul profesionist. Următoarea echipă la care a jucat a fost Donji Srem din Serbia.
În august 2014 a fost transferat de Hellas Verona, care l-a împrumutat imediat pentru șase luni la Donji Srem. Când Hellas Verona și-a început cantonamentul de iarnă din pauza de campionat din ianuarie 2015, Krunić nu s-a mai prezentat la lot, iar clubul nu știa unde se află, și nu a aflat nici după ce a amenințat că va depune o plângere la UEFA și FIFA. Donji Srem, echipa la care Krunić a fost împrumutat de la Verona, a plătit o sumă compensatorie pentru absența lui Krunić.
În ianuarie 2015, Krunić a fost aproape de a semna cu Steaua Roșie Belgrad, dar transferul a căzut. Krunić a susținut că impresarul Stevan Stojanović (fostul portar al Stelei Roșii) a oprit transferul pentru a-și urma propriile sale interese, indicând faptul că Steaua Roșie îi oferea o cotă parte din transfer mai mică decât și-ar fi dorit. La 30 ianuarie 2015, s-a anunțat faptul că Krunić a semnat cu Borac Čačak.

### Empoli
La 1 iulie 2015, Krunić a semnat un contract pe trei ani cu clubul italian Empoli. El și-a făcut debutul într-un meci oficial împotriva lui Sassuolo la 4 octombrie 2015. Mai târziu în acea lună, a marcat primul gol pentru Empoli, într-o victorie cu 2-0 asupra Genoei.
În octombrie 2017, Krunić și-a prelungit contractul până în iunie 2021. În acel sezon, el a jucat un rol important în promovarea echipei, la doar un sezon după ce a retrogradat, ocupând primul loc în Serie B la 28 aprilie 2018. Krunić a fost numit, de asemenea, în cea mai bună echipă a sezonului, după ce a dat 5 goluri și a oferit 10 pase de gol,
La 1 decembrie 2018, în cel de-al 100-lea meci pentru club, a reușit să înscrie un gol și să dea o pasă de gol împotriva lui SPAL.

## Cariera la națională
Krunić a făcut parte din echipa sub 21 a Bosniei și Herțegovinei sub conducerea lui Vlado Jagodić.
În noiembrie 2015, el a fost convocat pentru prima dată la naționala mare, pentru un meci din calificările la Campionatul European din 2016 împotriva Irlandei, dar a trebuit să aștepte până la 3 iunie 2016 pentru a-și face debutul, într-un meci amical împotriva Danemarcei.
La 23 martie 2019, în meciul de calificare la Campionatul European din 2020 împotriva Armeniei, Krunić a marcat primul gol la națională.